# Marie Majerová
Marie Majerová, vlastním jménem Marie Bartošová, (1. února 1882 Úvaly – 16. ledna 1967 Praha) byla česká prozaička, komunistická novinářka, překladatelka a národní umělkyně (1947).

## Životopis

### Dětství a literární začátky
Její rodiče byli František Bartoš, řezník v Úvalech a Barbora Bartošová rozená Jarošová. Narodila se v domě čp. 18 (tehdy ještě městys, nyní náměstí Arnošta z Pardubic, předtím náměstí Marie Majerové). Měla mladšího bratra Josefa, který však zemřel v sedmi měsících na zápal plic. Otec se oběsil v lese roku 1886, když byly Marii čtyři roky. Po jeho smrti se matka s dcerou přestěhovala do Prahy, kde našla pomocí svého švagra práci jako šička potahů na čalouněný nábytek. V roce 1890 se provdala za vysloužilého poddůstojníka Aloise Majera, jeho příjmení Marie převzala zpočátku jako pseudonym a od roku 1921 je používala jako oficiální občanské příjmení. Matka si zařídila malý uzenářský krámek. V roce 1894 otčím získal práci v kladenských ocelárnách a rodina se přestěhovala do nedalekého Újezda, později se usadili v Kročehlavech. Narodily se jim další dvě dcery. Otčím střídal zaměstnání, byl odborovým funkcionářem a Marii přivedl mezi socialistickou mládež. Mládí prožila na Kladně v domě čp. 207 (nyní ulice M. Majerové), kde také absolvovala měšťanku.
Marie chtěla být učitelkou a matka ji v roce 1896 zapsala do německé klášterní školy v Horažďovicích, aby se zdokonalila v němčině. Nedostatek peněz jí zabránil pokračovat ve studiu a v roce 1898 musela jít sloužit k bohatým příbuzným do Budapešti. Po roce služby se vrátila k rodičům a krátkou dobu působila jako písařka v Praze. Zapojila se aktivně do dělnických akcí a schůzí, byla členkou divadelního ochotnického souboru, navštěvovala Dělnickou akademii a večerní obchodní školu. Byla pracovitá a ambiciózní, hodně četla. Od roku 1899 bydlela v Praze, kde se stýkala s mladými pokrokovými intelektuály z okruhu kolem S. K. Neumanna. Na stránkách sociálnědemokratického tisku jí začaly vycházet první povídky. Měla milostný poměr s básníkem Františkem Gellnerem. Pod vlivem přátel se Majerová načas přiklonila k anarchismu, spolu s nimi propagovala volnou lásku a rovnost pohlaví, odmítala manželství. Roku 1901 vystoupila z církve katolické. Měla samostatné názory, které uměla energicky prosazovat, smysl pro právo a spravedlnost, chtěla pomáhat lidem.

### Novinářská práce a první literární úspěchy

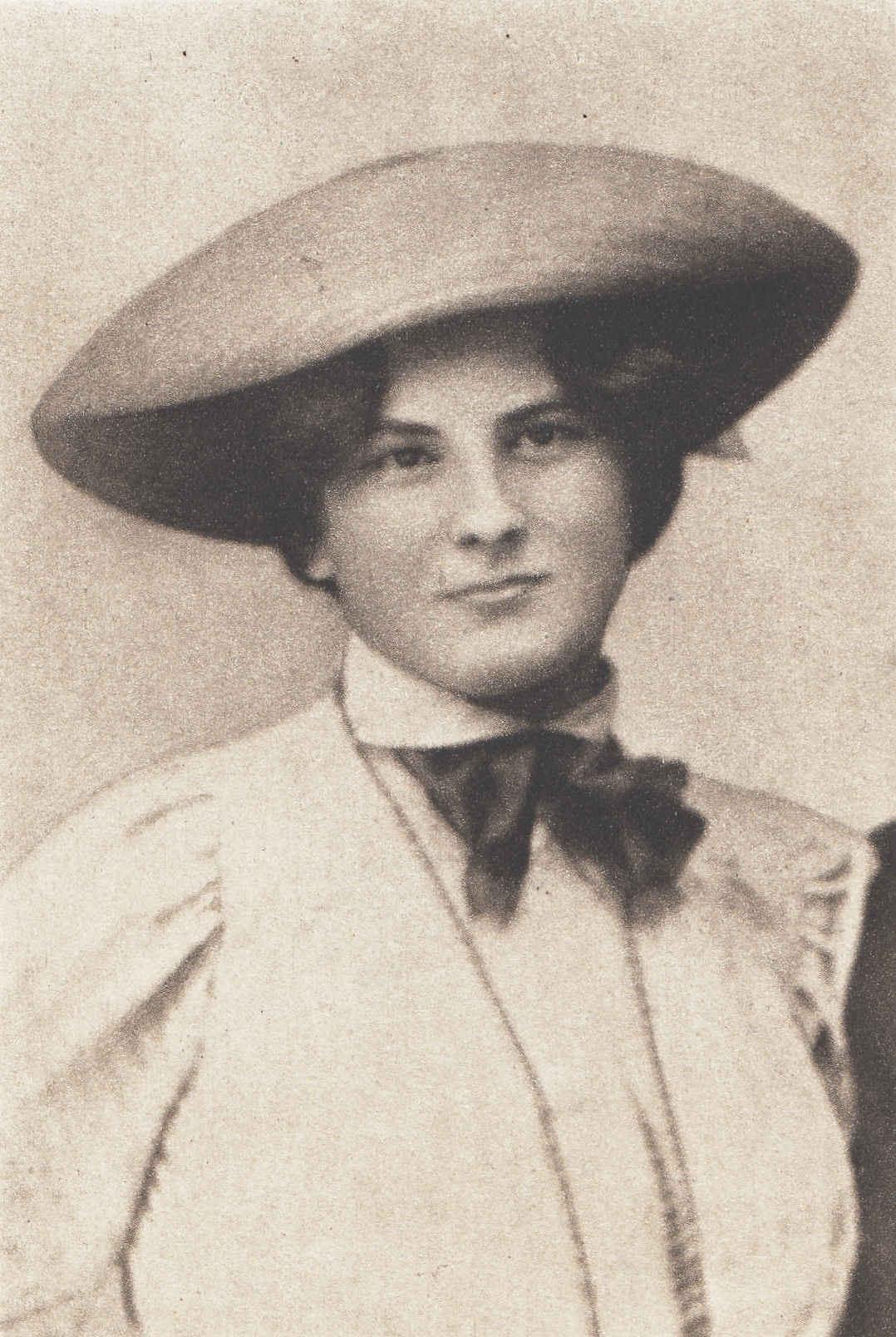
Marie Majerová (před rokem 1918)

V roce 1902 cestovala se svým budoucím manželem Josefem Stivínem po rakouských a německých krajích. Po návratu se usadili v Rokycanech, kde Stivín našel práci v tiskárně a Majerová začala psát příspěvky do novin. Dne 31. srpna 1902 se jim narodil syn Pravoslav, ale manželství uzavřeli až o dva roky později. V letech 1904 až 1906 žili ve Vídni, kde Stivín pracoval jako redaktor Dělnických listů. Majerová se tam zapojila do dělnického hnutí, začala pravidelně psát a publikovat. V novinách vycházel na pokračování její román Panenství a za získaný honorář odjela v roce 1906 do Paříže. Strávila tam jeden rok – externě studovala na Sorbonně, žila s Františkem Gellnerem, seznámila se s místními anarchisty. Syn byl v té době v péči prarodičů.
Po návratu do Prahy pokračovala v literární činnosti s velkou podporou F. X. Šaldy, který se stal jejím rádcem a dlouholetým přítelem až do své smrti v roce 1937. Přes své neúplné formální vzdělání se pomocí vlastní inteligence, píle a houževnatosti stala novinářkou. Samostudiem získala znalosti z literatury, dějin umění, historie a filozofie. Ovládala němčinu, angličtinu, francouzštinu a později ruštinu. Od roku 1907 byla redaktorkou Práva lidu. Její příspěvky byly zaměřeny na propagaci práv žen a šíření myšlenek sociální revoluce. Stejná tematika převládala i v její literární tvorbě, kterou v těchto letech kromě románů Panenství (1907) a Náměstí republiky (1914) reprezentovaly hlavně povídky a krátké cestopisné prózy.
Majerová v mateřství neviděla hlavní poslání ženy, jak bylo v tehdejší společnosti obvyklé. Otázkou postavení žen se zabývala ve svém díle celý život. Angažovala se za důstojný život žen jako novinářka, spisovatelka i politička. Byla přesvědčena, že posláním žen není jen mateřství a výchova dětí, ale že mají také právo podílet se na věcech veřejných, uspořádání společnosti. Prosazovala emancipaci žen, snažila se o zlepšení života matek a dětí. Měla silně vyvinuté sociální cítění a její touha po lepším světě pro všechny lidi ji přivedla v roce 1908 mezi sociální demokraty. Pracovala v zemském výboru a po vzniku Československé republiky byla za sociální demokracii zvolena do zastupitelstva města Prahy. V roce 1910 se za sociální demokracii zúčastnila kongresu v Basileji, kde se setkala s Leninem.
Během 1. světové války Marie Majerová studovala jako hospitantka v anglickém semináři na pražské univerzitě a v letech 1914–1915 působila jako zdravotnice v lazaretu na srbské frontě.

### Činnost v meziválečném období
V říjnu 1919 byla členkou československé delegace na první konferenci Mezinárodní organizace práce ve Washingtonu, kde se stala členkou komise pro práci žen. V témže roku se jako delegátka Mezinárodní ženské komise zúčastnila I. mezinárodního sjezdu žen ve Washingtonu. Aktivně pokračovala v politické práci, ale byla zklamána postupem sociální demokracie v boji o charakter nové Československé republiky. Významně ji ovlivnila Říjnová revoluce, hlásila se ke Komunistické internacionále. V roce 1921 vstoupila do tehdy vznikající KSČ.
O syna Pravoslava se starala, dbala na jeho vzdělání a zdraví, ale jejich vztah byl poznamenán častými odjezdy, pracovním vytížením i nekonvenčním životním stylem. Syn se k ní později na veřejnosti nehlásil, nepozval ji na svou svatbu v roce 1934. V roce 1920 se manželé Stivínovi rozešli, oficiální rozvod proběhl v roce 1921. Syn Pravoslav byl svěřen do péče své matky. Ta se v roce 1922 provdala za grafika a typografa Slavoboje Tusara. Jejich manželství skončilo v roce 1931, rozvedli se až v roce 1947.
V roce 1922 se stala členkou profesního sdružení pracovníků denního tisku, které od roku 1928 neslo název Syndikát československých novinářů. Přispívala do mnoha novin a časopisů, zabývala se sociálními tématy, ženskými právy, kulturou, tvorbou pro děti. V letech 1922–1925 redigovala časopis Komunistka, ve kterém propagovala myšlenky komunismu. Psala divadelní kritiky do kulturní rubriky Rudého práva, byla šéfredaktorkou Ženského listu, Rozsévačky, Kohoutka a Dětské besídky Rudého práva.
V reakci na V. sjezd KSČ vydala společně s dalšími komunistickými intelektuály a umělci zásadní kritický leták, tzv. Projev nebo Manifest sedmi, který vyzýval k odstranění nového vedení strany, které podle názoru podepsaných ohrožovalo masový charakter a akceschopnost KSČ. Signatáři byli poté ze strany vyloučeni. Majerová musela také opustit svou práci v komunistických novinách. Našla uplatnění jako redaktorka v kulturní a politické revui Čin, kde působila až do roku 1936. Potom získala práci v levicovém deníku Národní osvobození, který však byl po příchodu nacistů v březnu 1939 zakázán. Až do konce roku 1941 pracovala v časopisu Moderní ženy. Přes tyto své aktivity se věnovala také vlastní literární tvorbě. 20. a 30. léta patří k vrcholům její spisovatelské práce, za své prózy získala několik státních cen. K nejvýznamnějším patří nová verze románu Nejkrásnější svět (1923), Přehrada (1932), Siréna (1935) nebo Havířská balada (1938). V této době také hodně překládala z francouzštiny němčiny a ruštiny, především pro potřeby sociálně demokratických lidových knižnic (Lidová knihovna, Románová knihovna Záře). Řádnou členkou České akademie věd a umění se stala 5. března 1940.
Ve 30. letech Majerová jezdila jako zástupkyně politických, profesních či zájmových organizací často do zahraničí. Francii a Paříž, kterou milovala, navštívila do roku 1937 celkem pětkrát, ve stáří ještě několikrát. Navštívila Velkou Británii, Tunis, Maroko a Alžír (1934), Itálii, Dalmácii, podnikla přednáškové turné po Rakousku (1933). V Sovětském svazu byla poprvé v roce 1924 jako delegátka sjezdu III. komunistické internacionály, zúčastnila se oslav 1. máje v Moskvě roku 1938. Měla tam řadu přátel mezi spisovateli, například V. Majakovského, A. Fadějeva, A. Tolstého, K. Fedina.

### Představitelka komunistické kulturní scény
Za protektorátu patřila Majerová mezi 70 zakázaných českých autorů. Rozruch vyvolala hlavně její knížka Robinsonka (1940), která po zásahu fašistického sdružení Vlajka mohla znovu vyjít až po osvobození, přestože pokroková kritika ji přijala příznivě a divadlo D 41 ji uvedlo jako dramatizaci. Od roku 1942 nesměla pracovat jako novinářka a zbytek války prožila na Kladně. V letech 1945–1947 byla vedoucí redaktorkou časopisu Československo. V roce 1947 byla jmenována národní umělkyní a stala se čestnou občankou města Kladna.
V roce 1945 byla znovu přijata do komunistické strany a až do konce života loajálně plnila směrnice a příkazy jejího vedení. Po únorovém převratu se stala výraznou představitelkou československé kulturní scény. Její literární tvorba již nedosáhla úrovně předválečných let. Psala budovatelské a propagandistické povídky a reportáže tendenčně zaměřené na podporu nové politické situace (Cesta blesku, Divoký západ, Ševcovská polka). Až v 60. letech se vrátila k ženské problematice v cyklu psychologických povídek Dívky tepané ze stříbra (1964). Scenáristicky spolupracovala s filmem a rozhlasem, později i televizí. Její díla uváděla v dramatické podobě i mnohá divadla.

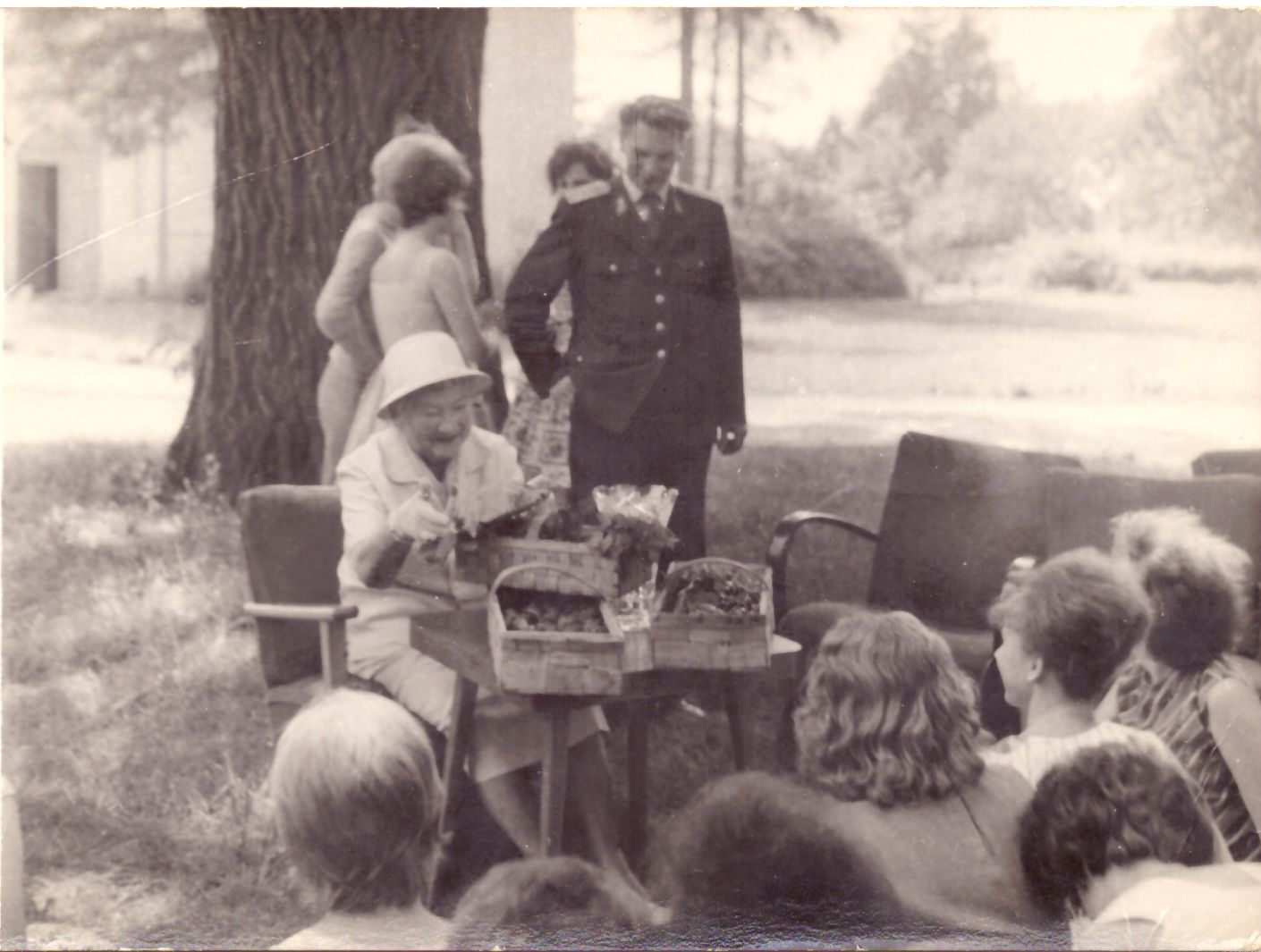
Marie Majerová mezi žákyněmi Dopravní školy (zámek Loučeň 1964)

Novinářské práci se již nevěnovala, až na přelomu 50. a 60. let byla členkou redakční rady literárního časopisu Plamen, ve kterém v roce 1964 vyšly její vzpomínky. Zasedala v akčních výborech a různých porotách, až do své smrti byla členkou ústředního výboru Svazu československých spisovatelů. Jako funkcionářka Svazu československých spisovatelů a členka Akademie věd navštívila řadu zemí východní Evropy. Cesty využívala ke zdokonalení jazykových znalostí a navazování společenských kontaktů. Byla společenská, svou bezprostředností si dovedla získat sympatie prostých občanů, ale zároveň znala mnoho vysokých státních a politických představitelů různých zemí. Mezi její známé a přátele patřili básnící, spisovatelé, malíři i politici. Dovedla si obratně získat příznivce a využít je ke svému prospěchu. Byla nositelkou Řádu práce (1954), Řádu republiky (1957), Řádu Klementa Gottwalda (1962), v roce 1955 obdržela Státní cenu Klementa Gottwalda.
Do vysokého věku byla velmi činorodá v kulturních institucích, především ve Svazu českých spisovatelů. Jezdila na besedy po celé republice v Tatře 603 s řidičem. Přestože byla pokládána za proletářskou spisovatelku, od mládí se oblékala elegantně, nosila klobouky a doplňky podle poslední módy. 
Do konce života bydlela ve vlastním domě v Praze–Dejvicích, Na Bečvářce 740, kde měla pracovnu s velkou knihovnou. Je pohřbena v Praze na Olšanských hřbitovech společně s předními komunistickými funkcionáři.

## Rodné Úvaly
Podporovala výstavbu kulturního domu v rodných Úvalech, který nesl její jméno a kam také věnovala značné finanční obnosy, 890 000 Kčs ve staré měně, v roce 1954 na dostavbu 50 000 Kčs, 15 000 Kčs loutkové scéně a 5 000 Kčs na její vybavení. Vznikl přestavbou staršího hostince po odpracování více než 10 000 brigádnických hodin. V sále s točnou hrával divadelní soubor J. K. Tyla, bylo tam kino, probíhaly svatební obřady a zábavy. V roce 1994 byl dům navrácen původním majitelům, kulturní středisko zaniklo a je zde nyní tržnice. Bylo po ní také pojmenováno náměstí Marie Majerové, které bylo později přejmenováno na náměstí Arnošta z Pardubic (o jehož místě narození se vedou spory). Rodný dům Marie Majerové na náměstí (s pamětní deskou) byl památkově chráněný v období 3. května 1958 – 28. dubna 1997 a poté ze seznamu vymazaný (obdobně jako např. rodný dům Petra Bezruče) s tím, že byl zapsán za kulturní památku z politických důvodů, architektonicky se jednalo o běžný venkovský rodinný dům z 19. století. Dům je v majetku města a objevují se úvahy o jeho zbourání a vystavění knihovny; dosud (2025) však nebyly realizovány. Dům v kladenských Kročehlavech s pamětní deskou, kde prožila mládí, byl podle fotografií v roce 2019 zrekonstruovaný a stejně tak celá ulice M. Majerové.

## Památka

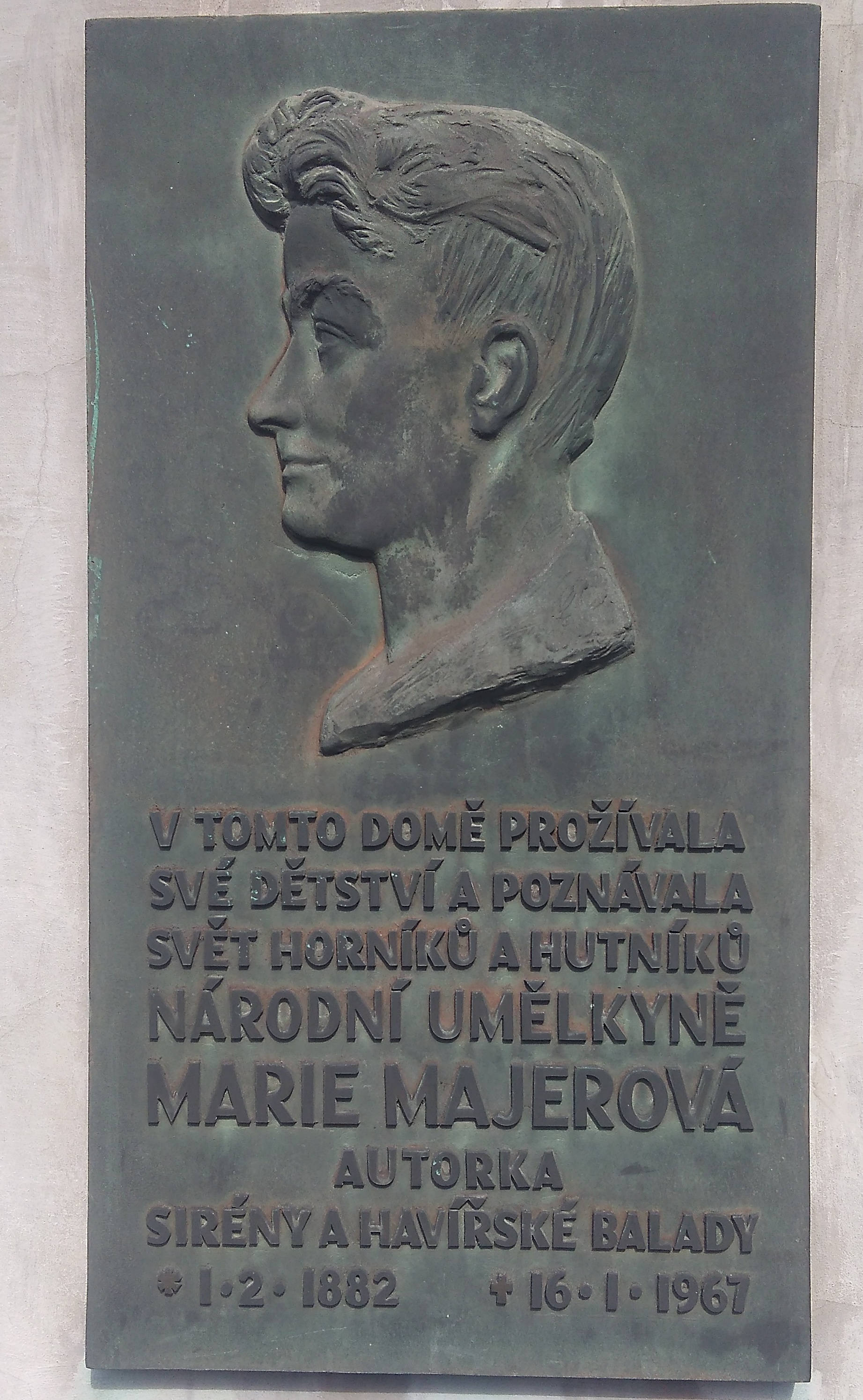
Pamětní deska Marie Majerové v kladenských Kročehlavech

Pamětní deska v Úvalech na domě čp. 18 na náměstí Arnošta z Pardubic s textem „V TOMTO DOMĚ SE ROKU 1882 NARODILA NÁRODNÍ UMĚLKYNĚ – SPISOVATELKA (symbol kladiva) MARIE MAJEROVÁ“
Pamětní deska v Kladně na domě čp. 207 M. Majerové v Kročehlavech od sochaře a malíře Ladislava Nováka s textem „V TOMTO DOMĚ PROŽÍVALA SVÉ DĚTSTVÍ A POZNÁVALA SVĚT HORNÍKŮ A HUTNÍKŮ NÁRODNÍ UMĚLKYNĚ MARIE MAJEROVÁ AUTORKA SIRÉNY A HAVÍŘSKÉ BALADY * 1. 2. 1882 † 16. 1. 1967“
Důl Marie Majerová v sokolovské pánvi
Kulturní dům Marie Majerové v Úvalech vznikl přestavbou v roce 1954, zrušený byl v roce 1994.
Obchodní dům „Siréna“ na Kladně – Rozdělov
Ulice: Marie Majerové v Bílině, Brně, Českém Brodě, Frýdku-Místku, Havířově, Hlučíně, Chlumčanech, Jáchymově, Jirkově, Kladně (Švermově), Kralovicích, Kralupech nad Vltavou, Křelově-Břuchotíně, Ledči nad Sázavou, Litoměřicích, Mostě, Ostravě, Pardubicích, Prostějově, Sokolově, Stochově, Svitavách, Teplicích, Trutnově, Týnci nad Labem, Vyškově; M. Majerové v Děčíně, Hradci Králové, Kladně (Kročehlavech), Lanškrouně, Mikulově, Milevsku, Třebíči; bývalé náměstí Marie Majerové v Úvalech.

## Citát
| „              | Marie Majerová měla nepochybně ráda titul redaktorky. Neoznačoval jen její celoživotní povolání, označoval trvalou příslušnost k stavu, kterého si sama vážila a v němž viděla rovnocenného partnera spisovatelské profese v oblasti slovesné tvorby. Potřebovala vůni tiskařské černi jako potřebovala atmosféru redakčního života. Když byla za okupace umlčena a odtržena od styku s denním tiskem, chodívala aspoň za Josefem Horou do redakce Českého slova, aby nadechla ovzduší tiskárny i novin. | “ |
| — Josef Träger | |   |

## Dílo
Na počátku své literární tvorby Majerová psala lyrické a satirické verše a povídky se sociálním zaměřením, příběhy za života dělnických rodin z prostředí, kde vyrůstala. Později psala i rozsáhlejší prózy, sociálně-psychologické romány, v nichž významné místo zaujímala ženská otázka. Její dílo má jedno společné téma, a to špatné životní postavení žen a dívek. Toto téma se projevuje na mnoha úrovních (psychologické, etické, milostné…). Děj je spojen s maloměšťáckou společností, občasně s buržoazií a třídním bojem. Autorčino pojetí žen je ve stylu „být ženou = trpět“.
Zabývala se i tvorbou pro děti a mládež. Vydala několik souborů vlastních i převyprávěných pohádek. Patřila k zakladatelkám moderní prózy pro děti a mládež, její realistické prózy ze života dětí si získaly značnou popularitu. Marie Majerová je také autorkou mnoha reportáží souvisejících s její žurnalistickou profesí a politickou aktivní činností, které byly vydány knižně. Trvale se věnovala překladům z němčiny, francouzštiny a ruštiny.

### Literární ocenění
- 1922 – Státní cena za povídky Mučenky
- 1924 – cena České akademie věd a umění za román Nejkrásnější svět
- 1931 – cena České akademie věd a umění za knihu pro děti Bruno čili dobrodružství německého hocha v české vesnici
- 1932 – Státní cena za román Přehrada
- 1936 – Jiráskova cena hlavního města Prahy za román Siréna
- 1955 – Státní cena za knihu Zpívající Čína [27]

### Romány a povídky
- Povídky z pekla (1907)
- Panenství (1907) – román, tragický příběh venkovské dívky, která hledá lepší život ve městě a obětuje se pro milovaného muže[28]
- Nepřítel v domě (1909) – povídky se sociálním zabarvením. Vážné i veselé příběhy služek[29]
- Plané milování (1911) – povídky o ženách. Pravá láska je základem společnosti, plané milování velkým omylem.
- Červené kvítí (1912) – povídky z Kladenska
- Rézinka (1912) – In: 1000 nejkrásnějších novel... č. 27
- Náměstí republiky (1914) – román svědčí o autorčině rozchodu s anarchismem, odehrává se v Paříži, kde ruský emigrant Luka hledá smysl života v revolučním činu
- Dcery země (1918) – povídky. V pěti povídkách představuje rozdílné povahy dívek, žen a mužů.
- Z luhů a hor (1919) – soubor krátkých lyrických próz s popisem české krajiny a přírody
- Mučenky (1921) – povídky věnované tragickému osudu žen. V roce 1922 za tuto sbírku obdržela Státní cenu[30]
- Nejkrásnější svět (1923) – román s revolučním vyzněním popisuje na osudu hlavní ženské hrdinky život na vsi v okolí Prahy v období před 1. světovou válkou až do roku 1920. V popředí stojí otázka rovnoprávnosti žen. Hrdinka nalézá smysl života v revoluci. Majerová přepracovala prózu publikovanou časopisecky v roce 1916.
- Hledání domova (1931) – lyrická povídka, vyznání lásky k české přírodě, bibliofilské vydání
- Přehrada (1932) – jedno z vrcholných děl poválečné avantgardy, utopistický román zachycuje během 24 hodin budoucí socialistickou revoluci v Praze. Má velmi zajímavou kompozici – je složen z řady střípků, které dohromady podávají živý obraz revoluční Prahy. V roce 1932 za tento román obdržela Státní cenu.[30]
- Parta na křižovatce (1933) – povídka je předchůdce Sirény
- Dvě povídky (1933) – obsahuje povídky: Královna krásy a Hedvábná košilka (bibliofilie)
- Má vlast (1933) – soubor lyrických próz je vyznáním lásky k české přírodě
- Siréna (1935) – zřejmě nejvýznamnější autorčino dílo, generační román kladenské dělnické rodiny Hudců. Zobrazuje zde jejich sociální a názorový vývoj.
- Květná neděle (1936) - bibliofilské vydání s litografiemi Cyrila Boudy
- Havířská balada (1938) – novela o životě horníka Hudce po stávce v kladenské huti navazuje na Sirénu
- Královna krásy (1939) – povídky o ženách, smyslu jejich života a postavení ve společnosti
- Cesta blesku (1949) – příběhy ze života prostých lidí v Československu. Autorka zpodobuje v prvních pěti mobilizaci, okupaci, hrůzy války a v dalších sedmi převratné společenské procesy poválečného života
- Divoký západ (1954) – povídky z pohraničí, oslava hrdinství příslušníků Pohraniční stráže, poplatná požadavkům stranické propagandy
- Sedm hrobů (1956) – příběhy z vojenského prostředí
- Z věku roboty (1960) – bibliofilie
- Divoký západ (1961) – povídka vydaná v časopise Plamen pravdivě popisuje situaci v českém pohraničí bezprostředně po 2. světové válce před odsunem Němců
- Dívky tepané ze stříbra (1964) – povídky, psychologické příběhy dospívající dívek

### Reportáže
- Ze Slovenska (1920) – příběhy ze života lidí na Slovensku
- Dojmy z Ameriky (1920) – reportáže z cesty na Sjezd ochrany práce ve Washingtonu, pohled na život a demokracii v USA
- Den po revoluci (1925) – reportáže, eseje a fejetony z cesty do Sovětského svazu
- Africké vteřiny (1933) – život obyvatel Tuniska, Alžírska a Maroka (Maghrebu) „pod jhem francouzských kolonizátorů“
- Vítězný pochod (1953) – dojmy a okouzlení z návštěv SSSR od roku 1924
- Deset tisíc kilometrů nad Sovětským svazem (1948) – reportáže
- Zpívající Čína (1954) – básnicky zachycené dojmy ve formě reportáže. V roce 1955 udělena Státní cena Klementa Gottwalda.[30]
- Ševcovská polka a jiné radosti (1961) – soubor výrazně socialistických reportážních črt

### Pro děti
Knihy pro děti jsou stejného rázu jako díla pro dospělé, nechybí zde ani propagační myšlenky, ani těžké postavení ženy.
- Čarovný svět, Starodávné pohádky různých národů. Ilustrace: Václav Hübschmann, grafická úprava V. H. Brunner. Praha: Antonín Svěcený, 1913, druhé vydání: Ústřední dělnické knihkupectví a nakladatelství, Praha 1927. třetí vydání: Melantrich, 1949, Ilustrace Karel Svolinský, čtvrté vydání: SNDK, Praha 1955, páté vydání: tamtéž 1958
- Zlatý pramen: sto let české pohádky. Praha: A. Svěcený, [1918]. 236 s. – výběr českých umělých pohádek od doby obrození [31]
- Pohádka o krásné zemance (1919)
- O blanických rytířích (1921) – pohádky
- Rudá vlčata (1925) – dětský román ze sovětské Ukrajiny M. Majerová upravila dle knihy P. Bljachina
- Cesta do nového carství (1928) – upravená srbská pohádka
- Veselé pohádky z celého světa (1929, 1930)
- Bruno, čili dobrodružství německého hocha na české vesnici (1930) – příhody německého chlapce poslaného na výměnu do české rodiny
- Zázračná hodinka (1932) – soubor povídek o chudých dětech
- Veselá kniha zvířátek (1933) – výbor z anglických pohádkářů
- Důlní inženýr a zlatá muška (1936) – pohádka
- Hledání domova (1938) – povídky pro dospívající mládež, o české přírodě a historických osobnostech i prostých českých lidech
- Robinsonka (1940) – Blaženka, mladá dívka, se kvůli smrti své matky musí stát narychlo samostatnou (dospělou). Je to snílek s obrovskou fantazií, je citlivá a uzavřená. Její tatínek pan Bor pracuje jako taxikář a i když se pro ni snaží udělat všechno, není moc často doma, a tak se Blaženka cítí osamoceně. Maminka umírá po porodu bratříčka, otec se však o něj nemůže starat, a tak ho musejí dát do ústavu. Blaženka musí převzít domácí práce, se kterými jí ale pomáhá sousedka Tonička (jako Pátek z Robinsona). Na Vánoce se Blaženka snaží o pěkný večer, ale nic se jí nedaří, všechno se na ni svalí a udělá se jí špatně. Dostala ale vysněné kolo, a tak mohla jezdit s kamarádem Duchoněm z tábora, který ji předtím učil jezdit. Tonička si chce nakonec vzít otce, vzít bratříčka zpět domů, a Blaženka se zamiluje do Duchoně
- Nespokojený králíček (1946)
- O slepičce a kohoutkovi (1955) – pohádka

### Překlady
- Maupassant, Gui de. Yvetta
- BALZAC, Honoré de. El Verdugo: Španělská válka 1809. [Praha]: Zář, [1909]. 15 s. Románová knihovna Záře
- MIRBEAU, Octave. Zahrada muk. Praha: Jan Otto, [1911]. 2 sv. (136 s., 148 s.) Světová knihovna; č. 242–245
- Mirbeau, Octave. Kalvarie
- Frapié, Léon. Školka
- Morrice. O podmínkách krásy
- Raabe, Wilhelm. U divokého muže
- Hátifí, Nizámí, Chosru Dehlevi: Příběh Behráma Gura a Růžového líčka. Dle francouzského překladu A. Locoina de Villemorin a Dra. Mirza Chatil-Chana, Ilustrace: Josef Rejsek, grafická úprava: Miloš Klicman, KDA, sv. 121. Praha: Kamilla Neumannová, 1915[32]
- GAUTIER, Théophile. Kapitán Frakas. Praha: Ústřední dělnické knihkupectví a nakladatelství, 1915. 436 s.
- Hugo, Victor. Bídníci. II., Kozeta – s původními illustracemi Stanislava Hudečka. Praha: Antonín Svěcený, 1918[33]
- RICHEPIN, Jean. Vějička = [La Glu]: román. Praha: Jan Otto, 1918. 243 s. Knihovna Zlaté Prahy; sv. 79[34]
- BALZAC, Honoré de. Benátský žid = [L'israélite]. Druhé vydání. Praha: A. Svěcený, 1924. 343 s.
- FLAUBERT, Gustave. Prosté srdce. [Nové vyd.]. Praha: J. Otto, [1925]. 75 s. Světová knihovna; č. 812. a
- HUGO, Victor. Bídníci. I., Fantýna. 4. vyd. Praha: Ústřední dělnické knihkupectví, nakladatelství a antikvariát (dále jen Antonín Svěcený), 1928. 262 s., [8] l. obr. příl. Románová knihovna
- HUGO, Victor. Bídníci. II., Kozeta. 4. vyd. Praha: A. Svěcený, 1928. 241 s., [6] l. obr. příl. Románová knihovna
- HUGO, Victor. Bídníci. III., Marius. 4. vyd. Praha: A. Svěcený, 1928. 221 s., [7] l. obr. příl. Románová knihovna
- HUGO, Victor. Bídníci. IV., Selanka v ulici Plymetově a epopeje v ulici sv. Diviše. 4. vyd. Praha: Antonín Svěcený, 1928. 327 s., [12] l. obr. příl. Románová knihovna
- HUGO, Victor. Bídníci. V., Žan Valžan. 4. vyd. Praha: Antonín Svěcený, 1928. 257 s., [7] l. obr. příl. Románová knihovna
- HUGO, Victor. Ubožáci. Překlad Marie Majerová a Viktor Dyk. 2. vyd. v Albatrosu, v Klubu mladých čtenářů 1. vyd. Praha: Albatros, 1969. 2 sv. (395 s.; 299 s.). Klub mladých čtenářů

### Zfilmovaná díla
- Panenství (1937) podle stejnojmenného románu, režie Otakar Vávra, hlavní role: Lída Baarová
- Siréna (1947) o sociálních bojích horníků, podle stejnojmenného románu, režie Karel Steklý, hlavní role: Marie Vášová. Film byl oceněn první cenou v roce 1947 na filmovém festivalu v Benátkách
- Výstraha (1953), režie: Miroslav Cikán, hlavní role: Jiří Dohnal, Josef Mixa
- Robinsonka (1956), režie: Jaromír Pleskot, hlavní role: Jaroslava Tvrzníková a Ladislav Pešek
- Robinsonka (1974), režie: Karel Kachyňa, hlavní role: Miroslava Šafránková a Petr Kostka
- Kde řeky mají slunce (1961), podle románu Nejkrásnější svět, režie: Václav Krška

Marie Majerová je autorkou námětů i dalších filmů.